# Amt Wenings
Das Amt Wenings war ein Amt der Grafschaft, später des Fürstentums Isenburg-Birstein, des Fürstentums Isenburg und nachfolgend im Großherzogtum Hessen.

## Funktion
In der Frühen Neuzeit waren Ämter eine Ebene zwischen den Gemeinden und der Landesherrschaft. Die Funktionen von Verwaltung und Rechtsprechung waren hier nicht getrennt. Dem Amt stand ein Amtmann vor, der von der Landesherrschaft eingesetzt wurde. 

## Geschichte
Im Amt Wenings galt seit 1578 das Solmser Landrecht, das Gemeine Recht nur noch dann, wenn Regelungen des Solmser Landrechtes für einen Sachverhalt keine Bestimmungen enthielten. Das Solmser Landrecht behielt seine Geltung, als das Amt im 19. Jahrhundert zum Großherzogtum Hessen gehörte. Diese Rechtslage wurde erst zum 1. Januar 1900 von dem einheitlich im ganzen Deutschen Reich geltenden Bürgerlichen Gesetzbuch abgelöst.
Das Fürstentum Isenburg-Birstein ging in der Zeit des Rheinbundes im Fürstentum Isenburg auf. Das Amt Wenings hatte auch in dem neuen Staat Bestand. Auf dem Wiener Kongress (1815) verlor das Fürstentum Isenburg dann selbst seine Souveränität und wurde zugunsten Österreichs mediatisiert. Österreich gab das Gebiet weiter: Mit Preußen und dem Großherzogtum Hessen vereinbarte es am 30. Juni 1816 einen Staatsvertrag, durch den das Fürstentum Isenburg weitgehend dem Großherzogtum Hessen zufiel. Das Großherzogtum gliederte das Amt Wenings seiner Provinz Oberhessen ein. Bei all diesen Transaktionen blieben die angestammten Herrschaftsrechte der Fürsten von Isenburg-Birstein in dem Amt gewahrt. Ihre Rechte als Standesherren genossen den Schutz der Rheinbundakte von 1806. Das Amt gehörte damit zu den sogenannten „Souveränitätslanden“ im Großherzogtum Hessen, da die Fürsten von Isenburg-Birstein in ihrem angestammten Territorium weiter hoheitliche Rechte in Verwaltung und Rechtsprechung ausübten. Diese eigenständige Souveränität störte selbstverständlich den Anspruch des Großherzogtums auf das staatliche Gewaltmonopol.
Ab 1820 kam es im Großherzogtum Hessen zu Verwaltungsreformen. Ab 1821 wurden auch auf unterer Ebene Rechtsprechung und Verwaltung getrennt und alle Ämter aufgelöst. Für die bisher durch die Ämter wahrgenommenen Verwaltungsaufgaben wurden Landratsbezirke geschaffen, für die erstinstanzliche Rechtsprechung Landgerichte.
Wegen der querliegenden Rechte der Standesherren dauerte der Umstrukturierungsprozess in einigen der von ihnen regierten Gebiete länger, im Bereich des Amtes Wenings wurde die Reform 1822 vollzogen: Die Aufgaben, die das Amt Wenings bisher in der Verwaltung wahrgenommen hatte, wurden auf den neu bgebildeten Landratsbezirk Büdingen, die Aufgaben, die es in der Rechtsprechung wahrgenommen hatte, auf das Landgericht Büdingen übertragen. Das Amt Wenings wurde aufgelöst.

## Bestandteile
Zum Amt Wenings gehörten zum Zeitpunkt der Übernahme durch das Großherzogtum Hessen:
- Gericht Wenings
  - Allenrod (Hof)[9],
  - Böß-Gesäß[10] (rechts der Bracht),
  - Burgbracht[11],
  - Gelnhaar[12] (links des Bleichenbaches)[Anm. 3]
  - Illnhausen[13],
  - Merkenfritz[14],
  - Wenings[2] und
  - Wernings[15].
- Gericht Wolferborn
  - Bindsachsen[16],
  - Hitzkirchen[17][Anm. 4],
  - Kefenrod[18]

Das Gebiet des Amtes Wenings lag im Bereich der Gemarkungen der heutigen Gemeinden Birstein, Gedern, Hirzenhain, Kefenrod und Ortenberg.